# Visita medico sportiva agonistica
La visita medico sportiva agonistica è una visita medica che ha lo scopo di rilasciare un certificato attestante l'idoneità della persona richiedente allo svolgere una pratica sportiva a livello agonistico. In Italia è obbligatoria.

## Accertamenti medici
La visita per quasi tutte le discipline sportive prevede i seguenti accertamenti:
- visita generale con valutazione antropometrica;
- spirometria;
- ECG basale;
- ECG dopo sforzo con calcolo dell'I.R.I.;
- esame delle urine.

Fanno eccezione alcuni sport come il tiro con l'arco o le bocce, che non prevedono l'ECG dopo sforzo, e altri, come il pugilato e alcune discipline dello sci, che al contrario prevedono esami aggiuntivi come la visita neurologica e l'EEG.

## Riferimenti normativi
La visita è regolamentata in Italia dal D.M. del 18 febbraio 1982.
Può essere eseguita presso gli ambulatori pubblici di medicina dello sport del servizio sanitario nazionale (SSN) o in quelli privati autorizzati, solo da un medico specialista in medicina dello sport abilitato all'esercizio della professione. Le visite effettuate in contesti differenti (spogliatoi, palestre, ambulatori non autorizzati) non possono essere considerate valide e il certificato risulta quindi nullo a tutti gli effetti medico-legali e assicurativi.
Il medico dello sport che effettua la visita ha l'obbligo di rilasciare un certificato che sia di idoneità o non idoneità allo sport, oppure può richiedere a norma di legge ulteriori esami per gli eventuali approfondimenti diagnostici.
La certificazione è specifica per ogni sport o disciplina praticata. Il certificato, nella maggior parte degli sport, può avere durata massima di 12 mesi; in pochi altri (es. golf) può avere una durata massima di 24 mesi.
A norma di legge la visita può essere effettuata gratuitamente ai minorenni e ai disabili di tutte le età, che presentano richiesta della società sportiva, presso gli ambulatori di medicina dello sport del SSN.
Il certificato risultante è obbligatorio per la pratica dello sport agonistico per tutti i tesserati (di tutte le età) a una Federazione del CONI; inoltre, la società di appartenenza è responsabile della mancata certificazione.